# وليام فيلو
وليام فيلو (بالإنجليزية: William Philo)‏ (17 فبراير 1882 – 7 يوليو 1916) هو ملاكم من المملكة المتحدة راحل، مثّل بلاده في الألعاب الأولمبية الصيفية 1908.

## روابط خارجية
وليام فيلو على موقع اللجنة الأولمبية الدولية (الإنجليزية)
- وليام فيلو على موقع أوليمبيديا (الإنجليزية)